# Municipio de Clearwater (Dakota del Norte)
El municipio de Clearwater (en inglés: Clearwater Township) es un municipio ubicado en el condado de Mountrail en el estado estadounidense de Dakota del Norte. En el año 2010 tenía una población de 56 habitantes y una densidad poblacional de 0,6 personas por km².

## Geografía
El municipio de Clearwater se encuentra ubicado en las coordenadas 48°25′5″N 102°18′10″O / 48.41806, -102.30278. Según la Oficina del Censo de los Estados Unidos, el municipio tiene una superficie total de 93.37 km², de la cual 91,86 km² corresponden a tierra firme y (1,62 %) 1,51 km² es agua.

## Demografía
Según el censo de 2010, había 56 personas residiendo en el municipio de Clearwater. La densidad de población era de 0,6 hab./km². De los 56 habitantes, el municipio de Clearwater estaba compuesto por el 92,86 % blancos, el 1,79 % eran afroamericanos, el 1,79 % eran asiáticos, el 1,79 % eran de otras razas y el 1,79 % eran de una mezcla de razas. Del total de la población el 3,57 % eran hispanos o latinos de cualquier raza.